# Alfa Romeo 33
De Alfa Romeo 33 is een compacte auto van het Italiaanse merk Alfa Romeo. De 33 volgde in 1983 de Alfasud op in het segment van de compacte voorwielaangedreven middenklassers. De naam 33 verwijst naar de Tipo 33 racewagens van Alfa Romeo uit de jaren zestig en zeventig.
De mechanische onderdelen werden licht gewijzigd overgenomen van de Alfasud, maar het uiterlijk van de wagen veranderde wel aanzienlijk. De 33 kreeg een moderner ontwerp van het Centro Stile Alfa Romeo waarbij de stationwagen, de Sportwagon, werd ontworpen door Ermanno Cressoni en geproduceerd door Pininfarina. 
Opvallend aan het interieur bij de eerste serie was dat het in de hoogte verstelbare stuur, één unit vormde met het instrumentenpaneel. Als je het stuur in hoogte verstelde, bewogen de instrumenten automatisch mee. 
De 33 kwam er alleen als vijfdeurs, de kleinere en goedkopere Alfa Romeo Arna zou de driedeurs Alfa Romeo Alfasud moeten opvolgen. Gezien de verkoopresultaten is na vier jaar gestopt met de productie van de Arna. 
De 33 kon beschikken over een 1351 cc motor van 79 of 86 pk, of een 1490 cc motor van 95 pk, afhankelijk van het aantal gebruikte carburateurs. De 1490 cc versie was ook beschikbaar als Quadrifoglio Verde (QV) en dan kon hij een maximaal vermogen van 105 pk produceren. Quadrifoglio Verde, Italiaans voor groen klavertjevier, werd in de jaren 20 en 30 gebruikt als geluksbrenger op de racewagens en werd later gebruikt op de snelste uitvoeringen van de modellen.
In 1985 kwam er een stationwagen van de 33 op de markt onder de naam 33 Giardinetta en werd er een 4WD systeem aangeboden. In 1987 kreeg de 33 een eerste kleine facelift (Serie II) en werd een 1712 cc motor beschikbaar. Het 4WD systeem verdween alweer en de naam van de stationwagen veranderde naar 33 Sportwagon.
De derde serie kwam er onder leiding van Walter de'Silva in 1989 en zorgde voor meer veranderingen. Zowel de neus als de achterkant werden volledig opnieuw ontworpen, in de stijl van de 164. Ook de motoren werden vernieuwd en de 33 kon nu uitgerust worden met een 1.7 motor met 16 kleppen met een maximaal vermogen van 132 pk. Ook werd er weer een 4WD systeem aangeboden.